# اندرو گوردن
اندرو گوردن (انگلیسی: Andrew Gordon؛ زاده ۱۵ ژوئن ۱۷۱۲ درگذشته ۱۷۵۱) یک فیلسوف اهل بریتانیا بود.